# Mönckebergstraße station
Mönckebergstraße station tillhör Hamburgs tunnelbana  och ligger på linje U3. Stationen ligger centralt i stadsdelen Altstadt i Hamburg under affärsgatan Mönckebergstrasse. Den är en av Hamburgs äldsta stationer och invigdes 1912.

## Bilder

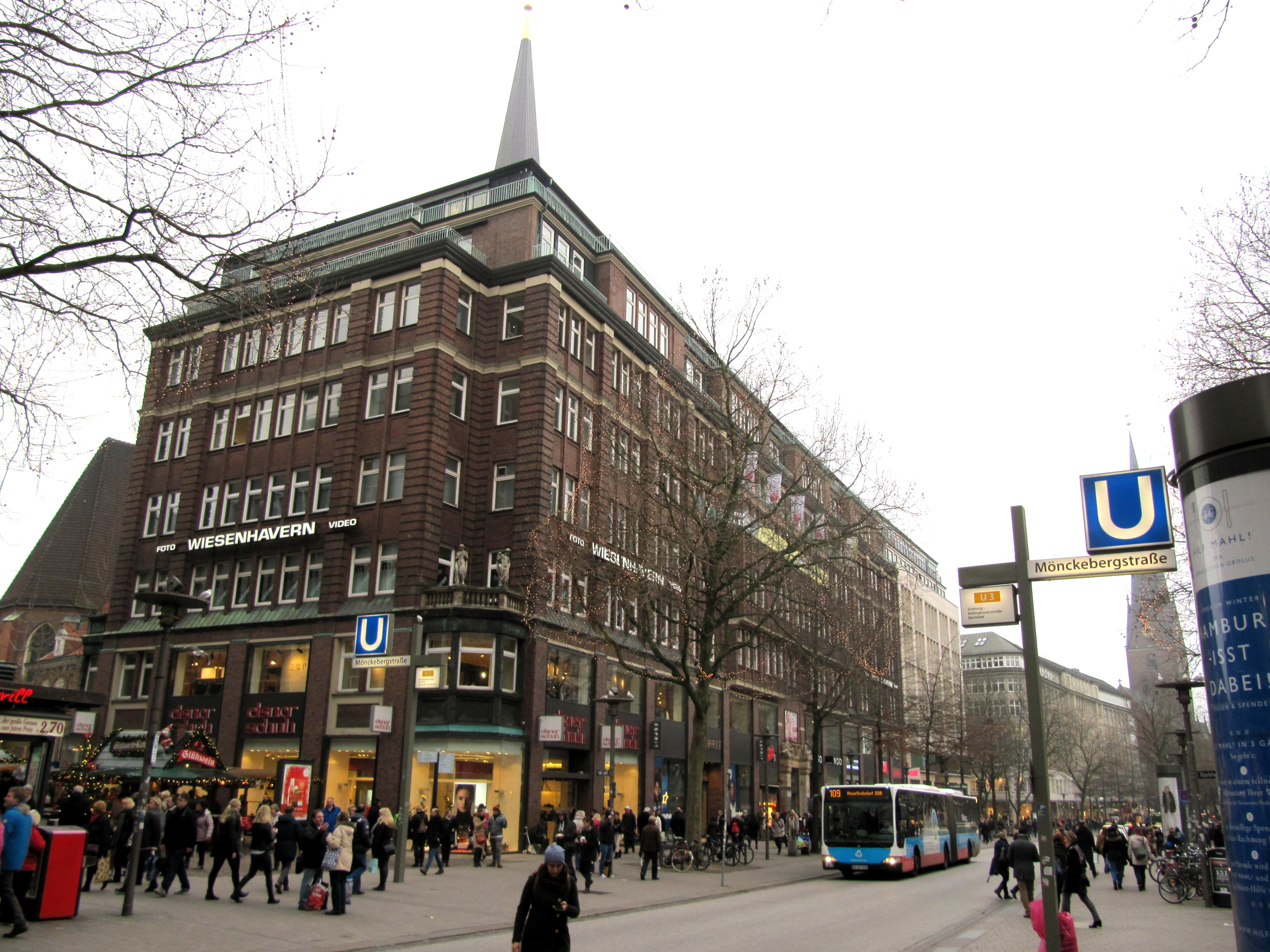
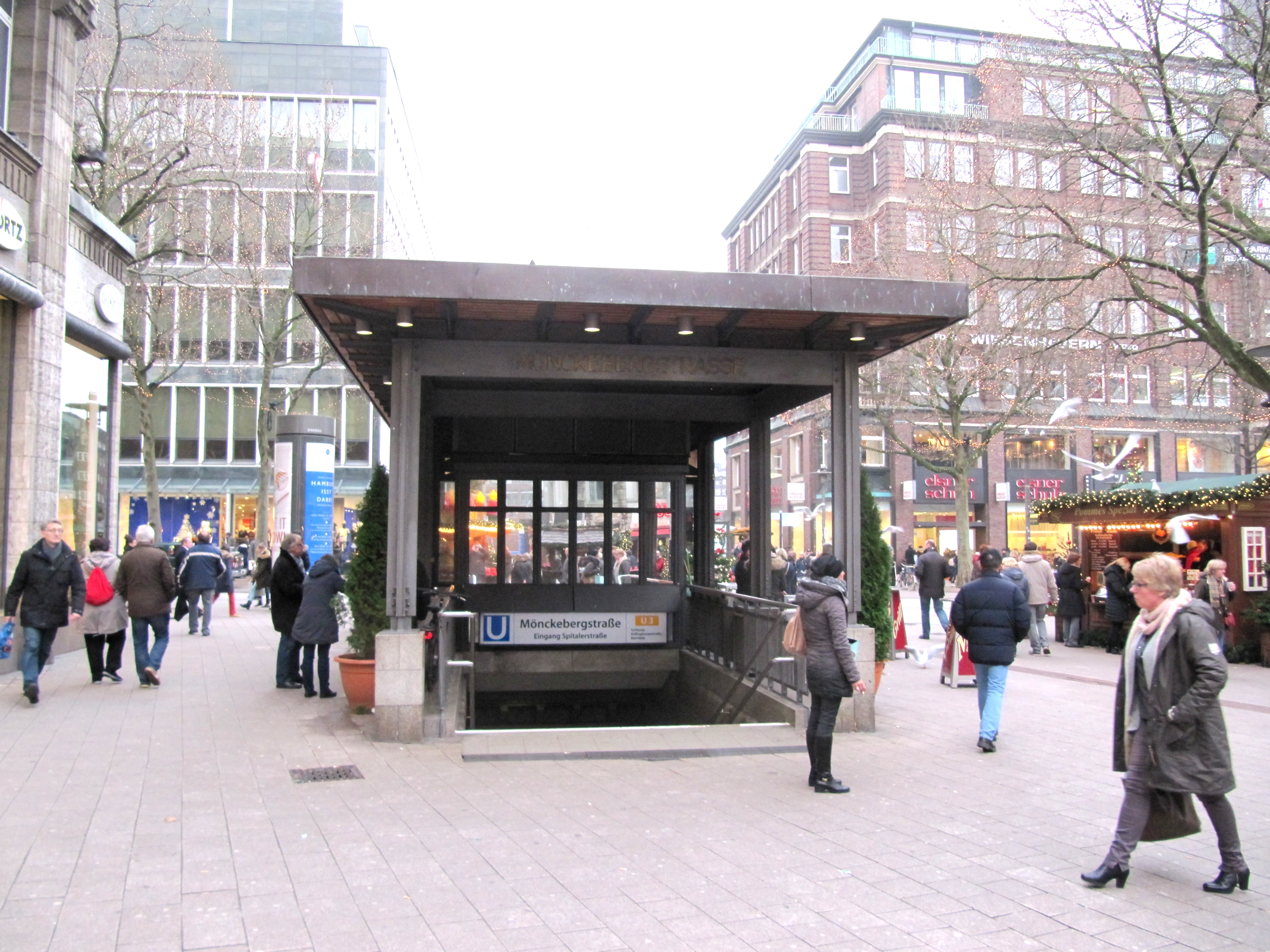
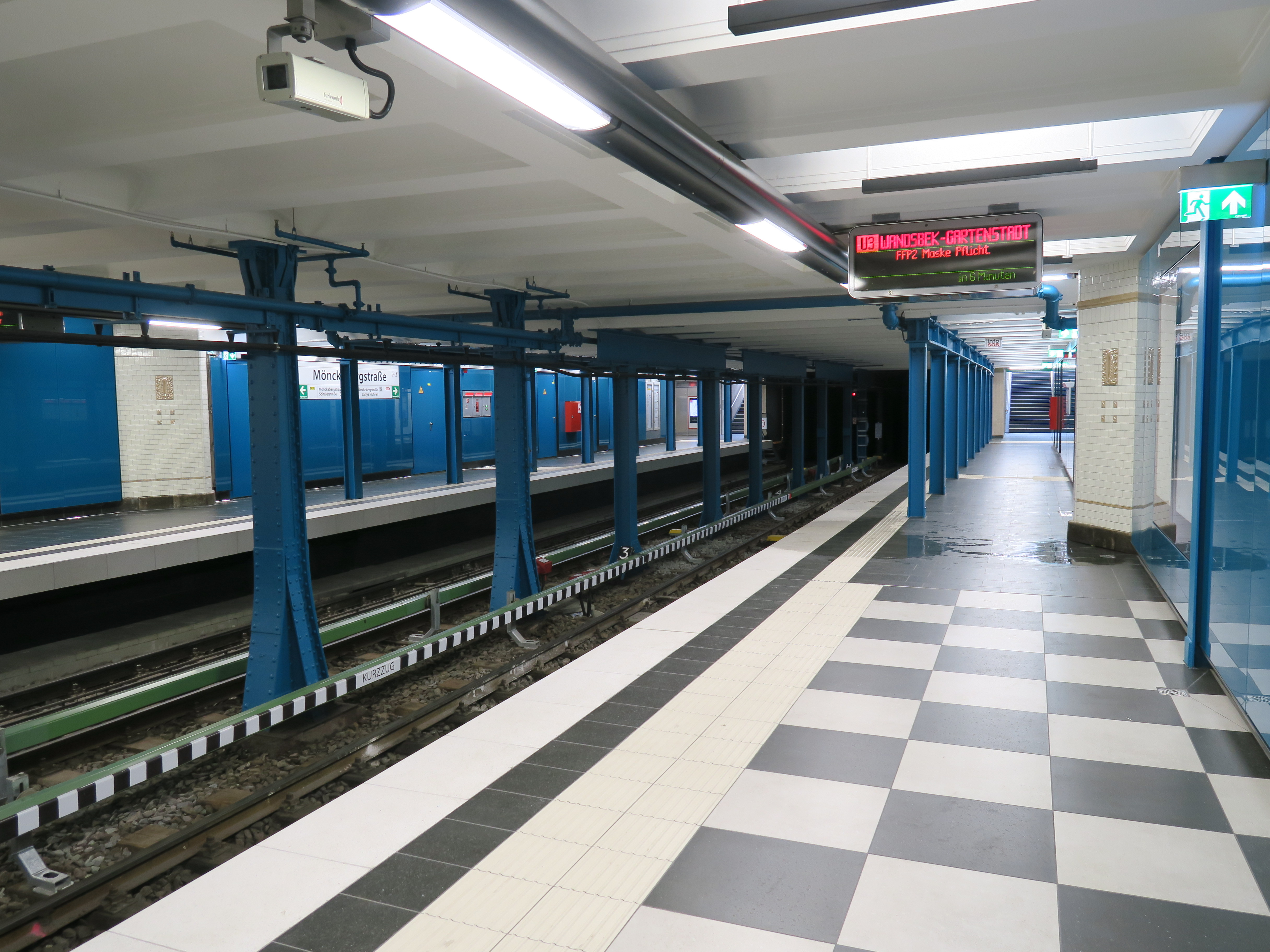